# She-Male Trouble
She-Male Trouble ist eine Band aus Berlin, die sich ursprünglich als Female Trouble gründete, sich jedoch umbenannte, als sich auch männliche Mitglieder der Band anschlossen. Die Band spielt eine Mischung aus dreckigem Rock ’n’ Roll und Punkrock mit treibenden Grooves und einprägsamen Melodien.
Der ursprüngliche Name Female Trouble geht auf den Titel eines Filmes des US-amerikanischen Regisseurs John Waters zurück.

## Diskografie

### Alben
- 1996: Cleanin up the Hood (XNO Records)
- 1997: Anarchy in the Backyard (XNO Records)
- 2003: Back from the Nitty Gritty (XNO Records)
- 2006: Off the Hook (XNO Records)

### EPs
- 1994: Angry Mad Pussy (XNO Records)
- 2000: Burner (XNO Records)

### Singles
- 1997: Punk as Fuck (XNO Records)
- 2003: Don't Tell Me What to Do (XNO Records)
- 2003: Killin' Keepin' Her Alive / Ugly (XNO Records)
- 2003: Break It Up (XNO Records)
- 2006: I Never Forget (XNO Records)
- 2006: Between the Lines (XNO Records)
- 2007: Down the Drain / Don't You (XNO Records)
- 2016: 2 Dogs (XNO Records)